# Tuchola
Tuchola (niem. Tuchel, kaszub. Tëchòlô, Tuchòlô) – miasto w województwie kujawsko-pomorskim, siedziba władz gminy miejsko-wiejskiej Tuchola i powiatu tucholskiego.
Według danych GUS z 31 grudnia 2023 roku Tuchola liczyła 12 969 mieszkańców.
Tuchola uzyskała prawa miejskie w 1346 roku.
Miasto jest siedzibą Tucholskiego Parku Krajobrazowego.

## Położenie
Miasto położone jest nad rzekami: Brdą, Hozjanną, Kiczą oraz nad jeziorami: Głęboczek, Mielonek i Zamkowe (zarośnięte, wyschnięte).
Miejscowość znajduje się w odległości 62 km na północ od Bydgoszczy, 99 km na północny zachód od Torunia oraz 120 km na południowy zachód od Gdańska.
Pod względem historycznym Tuchola leży na Pomorzu Gdańskim. Etnograficznie stanowi także część Borów Tucholskich, których jest stolicą.
Według regionalizacji fizycznogeograficznej Polski miasto położone jest na pograniczu dwóch mezoregionów: Pojezierza Północnokrajeńskiego i Doliny Brdy, stanowiących część makroregionu Pojezierza Południowopomorskiego.

## Historia

### Średniowiecze
Najprawdopodobniej Tuchola pełniła pierwotnie rolę osady handlowej dla grodu kasztelańskiego w Raciążu, o czym świadczy pierwotny, owalny kształt rynku (charakterystyczny dla osad słowiańskich) sprzed pożaru 1781 r. oraz wielkość osady w momencie konsekracji kościoła w 1287 r. W XIII w. Tuchola zaczęła przejmować strategiczną rolę grodu w Raciążu i dotychczasowego ośrodka lokalnej władzy. Z osady o charakterze handlowym bardzo szybko przekształciła się w centrum administracyjne stając się siedzibą lokalnych władz. Przez miasto przebiegał ważny szlak handlowy z Gdańska przez Nakło nad Notecią w kierunku Wielkopolski, Śląska i Czech.
Według części historyków miasto założył książę gdański Sambor I gdański, inni wskazują Mściwoja II. Pewnym jest, że to właśnie ten drugi zaprosił do Tucholi arcybiskupa gnieźnieńskiego Jakuba Świnkę celem konsekracji kościoła „ad consecrandam ecclesiam In Thuchol”. Miało to miejsce 9 października 1287 r. W chwili wystawienia stosownego dokumentu Tuchola była jedną z większych osad w południowo-zachodniej części Pomorza Gdańskiego.
Prawdopodobnie pierwszą lokację miasta, jeszcze na prawie polskim, otrzymała Tuchola już w XIII w. Jednak znany potwierdzony na piśmie przywilej lokacyjny dla Tucholi wystawiono w Malborku, dnia 22 lipca 1346 r. Wielki mistrz Heinrich Dusemer von Arfberg nadał miastu przywilej prawa chełmińskiego. Ówczesna Tuchola składała się z dwóch zasadniczych części, tj. miejskiej i zamkowej. Zabudowa wewnątrz miasta była głównie drewniana, a do murowanych obiektów zaliczała się gotycka fara pw. św. Bartłomieja oraz ratusz. Murowany prawie w całości był również kompleks zamkowy. Tak miasto, jak i zamek otaczały mury obronne i system fos.
W 1330 r. Tuchola stała się siedzibą komtura, który władał komturstwem o znacznym terytorium. Oprócz szerokich okolic Tucholi w granicach komturii znalazły się: Brusy, Swornegacie, Leśno, Wiele, Piechowice k. Kościerzyny oraz Odry czy Łąg. Z czasów komturstwa swą nazwę wywodzi także miejscowość Wdzydze Tucholskie położona nad brzegiem jeziora Wdzydze.
Po bitwie pod Grunwaldem miasto i zamek poddały się bez walki Polakom i zostały obsadzone załogą pod wodzą Janusza Brzozogłowego. We wrześniu Krzyżacy sprowadzili posiłki z Brandenburgii, które zajęły miasto, ale załoga zamku broniła się nadal. Tuchola była rejonem koncentracji wojsk krzyżacko-brandenburskich, przed bitwą pod Koronowem. Po przegranej bitwie Krzyżacy podstępem wymusili poddanie się zamku, wykorzystując do tego celu grupę rycerzy udających Polaków. 5 listopada 1410 r. wojska polskie podeszły pod miasto od południa i zaatakowały gromadzące się w okolicach tucholskiego zamku siły krzyżackie. W wyniku ataku rozbito krzyżackie szeregi uniemożliwiając ich powtórną koncentrację, nie zdobyto jednak zamku. Jak podawał Długosz, podczas tej bitwy więcej krzyżaków zginęło w wodach Jeziora Zamkowego i okolicznych bagnach, niż od mieczy wojsk polskich.

### I Rzeczpospolita
W 1440 r. Tuchola przystąpiła do Związku Pruskiego, na wniosek którego w 1454 r. król Kazimierz IV Jagiellończyk ogłosił włączenie regionu do Polski, po czym miasto uznało władzę polską, a zamek został obsadzony polską załogą. Pierwszym starostą tucholskim został Mikołaj Szarlejski. W czasie wojny trzynastoletniej w 1464 r. Polacy rozegrali tu zwycięską bitwę przeciw Krzyżakom. Po zawarciu pokoju toruńskiego w 1466 r., w którym potwierdzono powrót Tucholi w granice Polski, miasto weszło w skład prowincji Prusy Królewskie i stała się siedzibą powiatu, trzeciego co do wielkości w województwie pomorskim. Administracyjnie powiat objął dawne komturstwo i stał się królewszczyzną wchodząc do majątku jako tak zwane „dobra stołowe” królów polskich. Tuchola stała się miastem królewskim Korony Królestwa Polskiego. W XV i XVI w. przechodziła okres prosperity; w 1570 r. miasto liczyło 123 domy w mieście i 73 na przedmieściach, 8 składów kupieckich i posiadało murowany kościół.
Potop szwedzki zapoczątkował upadek miasta. W 1655 r. miasto bez walki zajęli Szwedzi, którzy wycofali się również bez walki jesienią 1656 r., jednak w latach 1656–1659 dochodziło do ataków szwedzkich (w sumie 5), które co prawda zostały odparte, ale znacznym zniszczeniom uległa okolica miasta, jak i (według podań ludowych) sam zamek, w którym eksplodował magazyn prochu i amunicji. Ponadto w 1657 r. miasto spustoszyła zaraza, a w 1685 r. poważny pożar dopełnił dzieła zniszczenia i do połowy XVIII w. miasto nie odbudowało zniszczeń.

### Pod zaborami
W 1772 r. wraz z I rozbiorem Polski Tuchola została włączona do Królestwa Prus. Zlikwidowano powiat tucholski i przyłączono go do powiatu chojnickiego. Tuchola była wówczas jednym z najmniejszych miast na Pomorzu i liczyła 108 domów i 490 mieszkańców.
17 maja 1781 r. Jan Filip Voigt podpalił zabudowania przykościelne w celu zdobycia zgromadzonych tam kosztowności. Spłonęła wówczas gotycka fara pw. św. Bartłomieja, ratusz i większa część zabudowy miasta. Planowano wówczas przeniesienie miasta do pobliskiej osady Rudzki Most (obecnie dzielnica miasta), lecz mieszkańcy postanowili pozostać na dawnym miejscu.

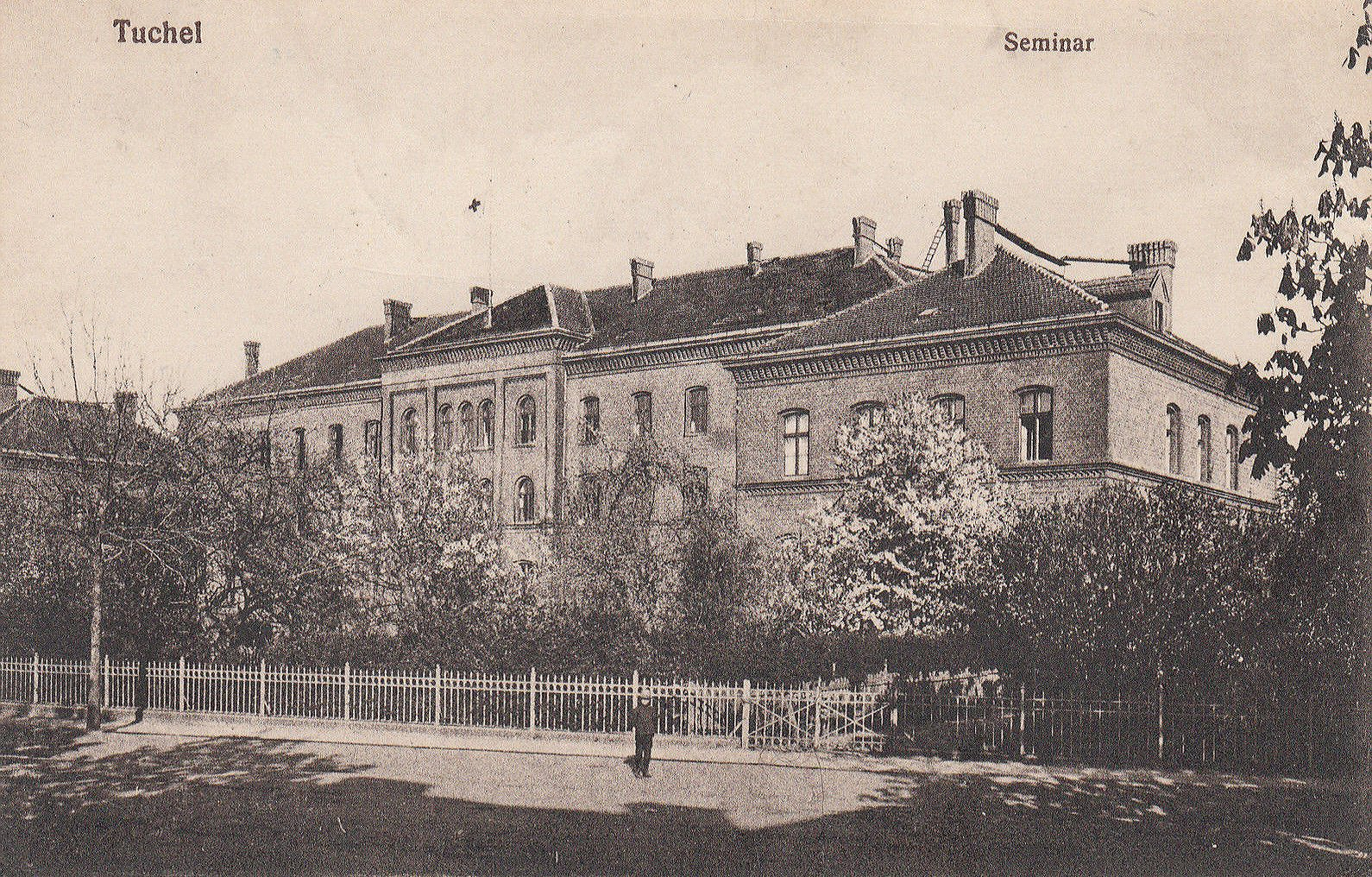
Seminarium Nauczycielskie w Tucholi w 1910

Po pożarze miasto zostało w ciągu kilku lat odbudowane, a następnie weszło w stadium szybkiego rozwoju. W 1804 r. Tuchola liczyła już 1251 osób oraz była liczącym się centrum wytwórstwa tkackiego. W czasie wojen napoleońskich w latach 1806/1807 miasto leżało na drodze przemarszu wojsk francuskich i kwaterowały w nim oddziały francuskie, polskie, pruskie i rosyjskie. W XIX w. następował dalszy wzrost liczby ludności (2582 w 1865 r., 3048 w 1903 r.), a w 1875 r. utworzono ponownie powiat tucholski. W 1914 r. w Tucholi założony został niemiecki obóz jeniecki, w którym przebywali głównie jeńcy rosyjscy i rumuńscy, ale także francuscy, angielscy i włoscy. Obóz ten był używany później przez Polaków jako obóz dla internowanych w Polsce żołnierzy ukraińskich, oraz radzieckich jeńców z wojny polsko-radzieckiej. W 1922 r. obóz został zlikwidowany, a rok później jego pozostałości rozebrano. Po zawarciu rozejmu kończącego działania wojenne I wojny światowej, 15 listopada 1918 r. powstała w Tucholi Powiatowa Rada Ludowa.

### II Rzeczpospolita
Zgodnie z ustaleniami traktatu wersalskiego Bory Tucholskie, a co za tym idzie również Tuchola, zostały zwrócone Polsce i 29 stycznia 1920 r. do miasta wkroczyło Wojsko Polskie oraz przywrócono polską administrację. 4 sierpnia 1920 roku w mieście doszlo do dużej manifestacji robotniczej przeciwko podwyżkom cen chleba. W 1926 r. utworzono tu sąd, który istniał jako samodzielny aż do końca 2012 r. (reaktywowano go z początkiem 2015 r.). W okresie międzywojennym następował dalszy rozwój gospodarczy i ludnościowy miasta – liczba ludności wzrosła o blisko 20% i w 1938 r. Tucholę zamieszkiwało 5813 osób.

### II wojna światowa
Od 2 września 1939 r. do 15 lutego 1945 r. miasto znajdowało się pod okupacją niemiecką. W dniach 24 października – 10 listopada 1939 r. w Rudzkim Moście nieopodal Tucholi członkowie Selbstschutzu rozstrzelali 325 Polaków – głównie przedstawicieli lokalnej inteligencji, ziemiaństwa i działaczy niepodległościowych. Podczas okupacji miasto nie poniosło większych strat materialnych.

### Przynależność administracyjna
- 1878–1920 – prowincja Prusy Zachodnie
- 1920–1939 – województwo pomorskie
- 1939–1945 – Okręg Rzeszy Gdańsk-Prusy Zachodnie
- 1945–1950 – województwo pomorskie
- 1950–1975 – Województwo bydgoskie (1950–1975)
- 1975–1998 – Województwo bydgoskie (1975–1998).

## Demografia
Według danych z 31 grudnia 2022 r. miasto miało 13 134 mieszkańców.
- Piramida wieku mieszkańców Tucholi w 2014 r.[24]

## Zabytki

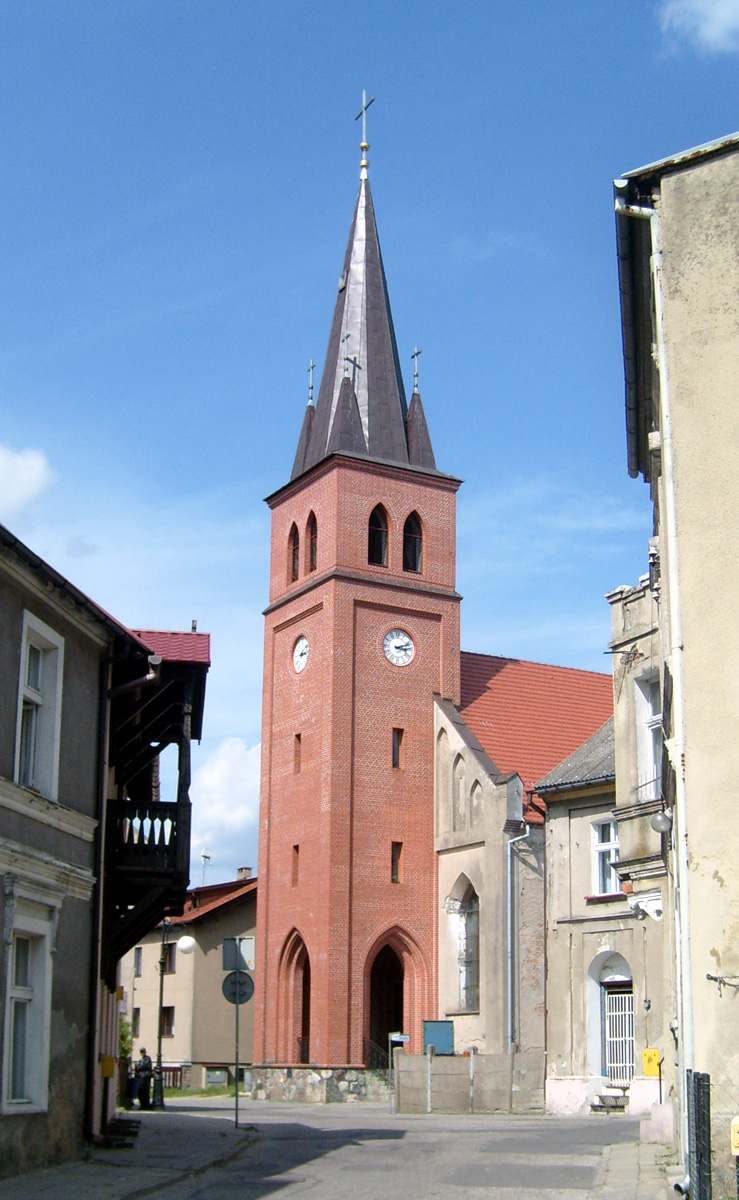
Kościół św. Jakuba Apostoła

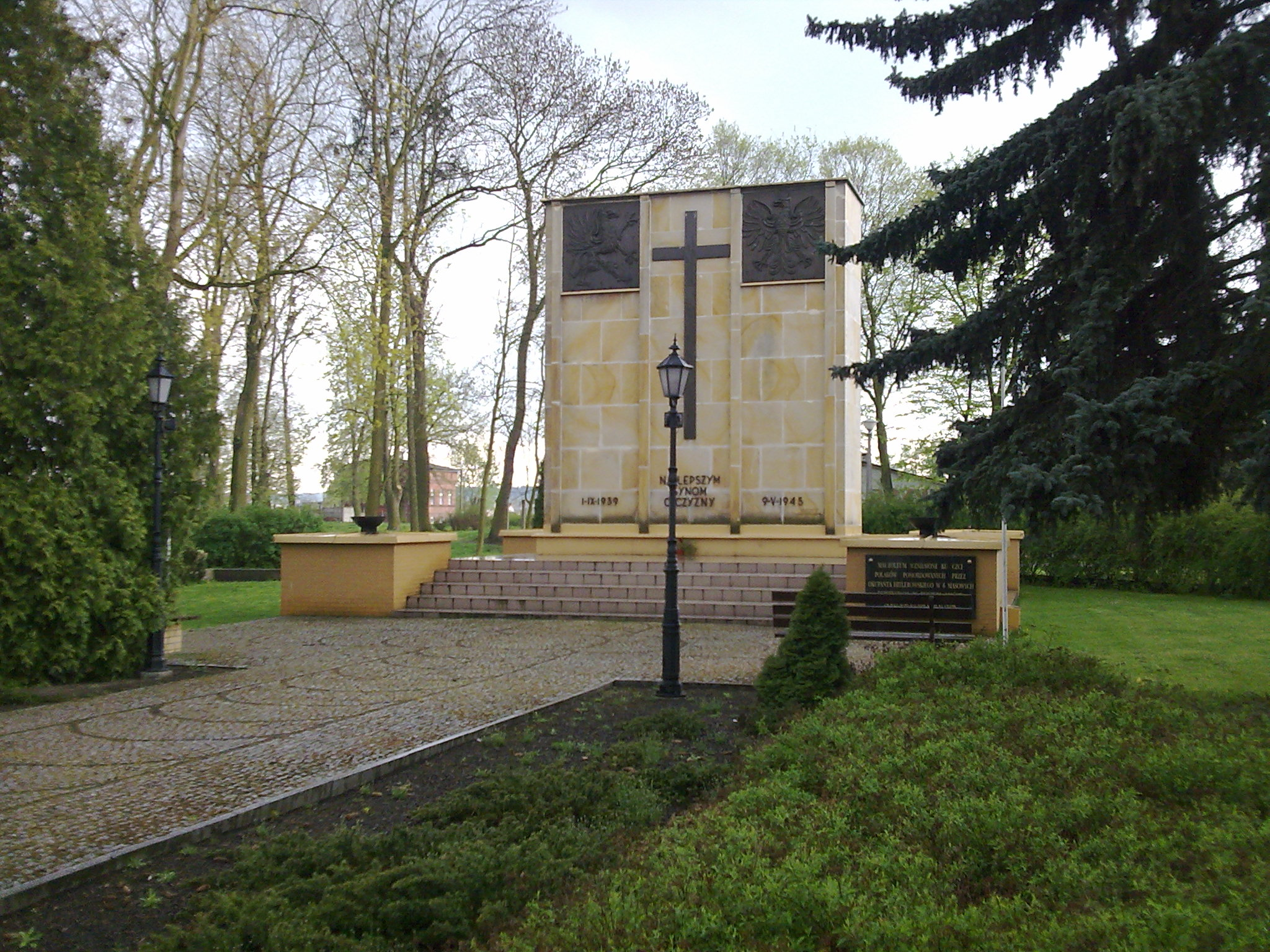
Pomnik-mauzoleum Polaków zamordowanych przez Niemców w Rudzkim Moście

Pierwotny układ urbanistyczny – krzyżujące się prostopadle uliczki i duży rynek pośrodku czytelny jest do dziś. Zabudowa miejska wraz z przylegającym od zachodu zamkiem komturskim wpisana została w owalny pierścień murów miejskich wzniesionych w XIV w. Kamienno – ceglany mur wzmocniony był 15 basztami i posiadał trzy bramy: Świecką, Chojnicką oraz Zieloną. Do zamku, który składał się z 3 części: zamku niskiego (podzamcza), zamku średniego (przedzamcza) i zamku wysokiego prowadziła brama i furta zamkowa. Na zachód od zamku zlokalizowane było zamkowe gospodarstwo „Kaltenberg” (Kałdowo). Nad miastem górowała bryła gotyckiej fary pw. Św. Bartłomieja.
W wyniku licznych wojen i wielkiego pożaru miasta w 1781 r. średniowieczna i nowożytna zabudowa uległa znacznemu zniszczeniu. Mieszkańcy rozebrali dawne budynki i mury miejskie, a materiał rozbiórkowy posłużył do wzniesienia nowych domów. Do dzisiaj zachowały się we fragmentach mury miejskie i zamkowe oraz nieliczne piwnice gotyckie.
W nazwach niektórych ulic miejscowa tradycja zachowała ich dawne znaczenie (np. Starofarna, Staromiejska, Rzeźnicka, Studzienna, Rycerska).
Obecnie na terenie Tucholi znajduje się 6 zabytków architektury:
- dzielnica starego miasta (pierwotny układ urbanistyczny z XIV w.);
- fragmenty murów miejskich z XIV i XV w.;
- cmentarz parafialny z 2 poł. XIX w.;
- cmentarz jeńców wojennych z lat 1914–1918;
- cmentarz jeńców wojennych z wojny polsko-bolszewickiej 1920-21;
- pomnik pomordowanych w Rudzkim Moście;
- kościół poewangelicki pw. św. Jakuba Apostoła z lat 1837–1838.

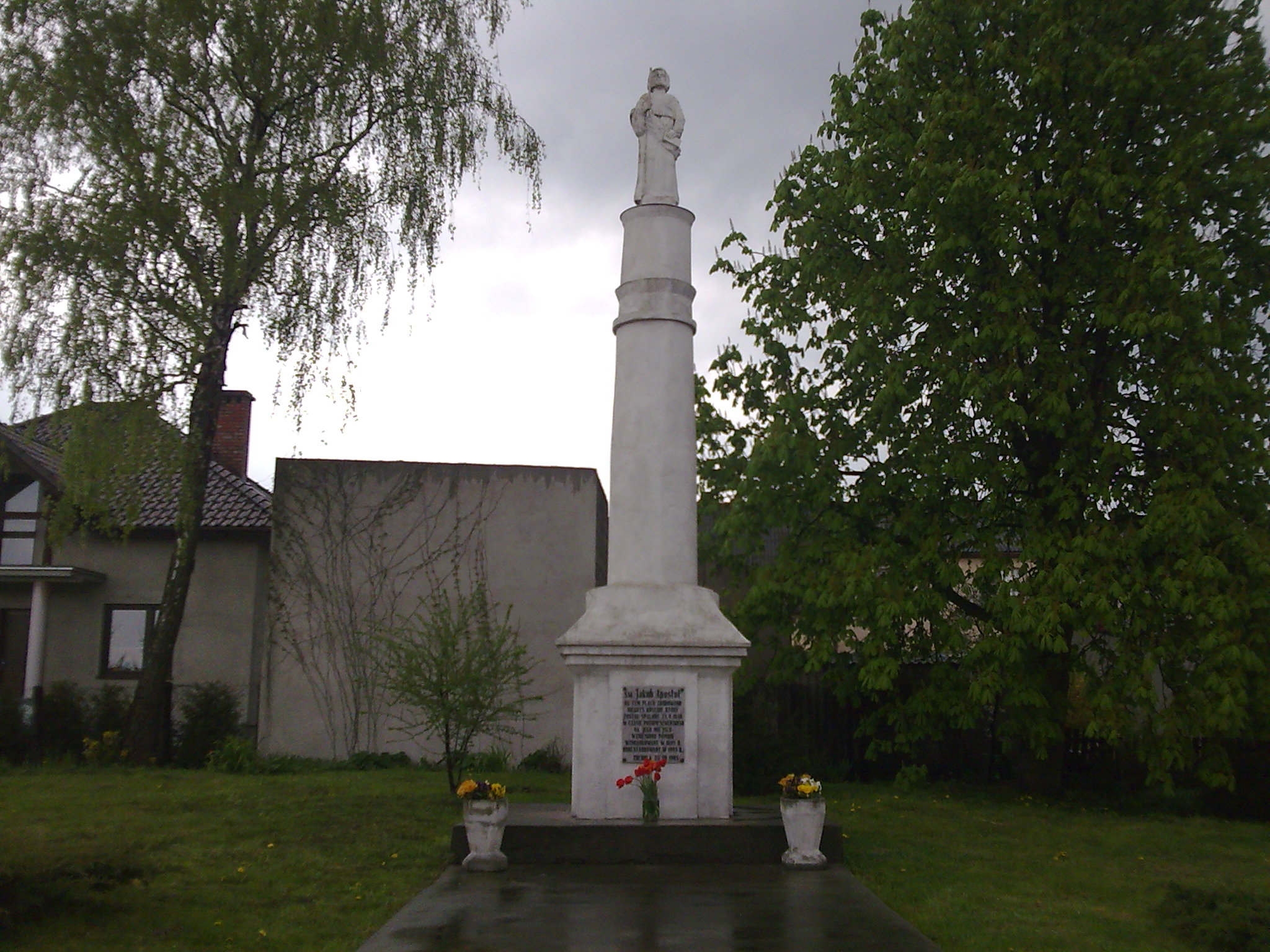
Pomnik św. Jakuba

Ponadto ze starszej zabudowy zachowały się:
- dworzec kolejowy z 1883 r.;
- 2 domy pracowników kolejowych z początku XX w.;
- budynek gospodarczy przy dworcu kolejowym z początku XX w.;
- pozostałości zamku krzyżackiego z XIV w. w przyziemiu starostwa;
- kościół parafialny pw. Bożego Ciała z lat 1935–1939;
- dawny młyn zamkowy;
- zabudowa z XIX i XX w.;
- plebania z końca XIX w.;
- kapliczka szpitalna z 1902 r.;
- kapliczka (pomnik) św. Jakuba przy ul. Lipowej z 2 poł. XIX w.;
- kapliczka z 1889 r.;
- pomnik Matki Boskiej Królowej Korony Polskiej – pierwotny, znajdujący się na ul. Głównej, powstał staraniem dr Józefa Gierszewskiego w 1928 r.; w 1939 r. zniszczony przez Niemców; współcześnie zrekonstruowany na Placu Wolności;
- kapliczka przydrożna św. Rozalii z 1899 r. przy ul. Nowodworskiego; zniszczona w 1939 r.; zrekonstruowana;
- pomnik Matki Boskiej przy ul. Jeziornej z 1919 r.;
- pomnik św. Małgorzaty; powstały w miejscu dawnego pruskiego Kriegerdenkmal z 1912 r.;
- budynek sądu z 1869 r.[26], przebudowany;
- Technikum Leśne z 1875 r.;
- szkoła z 1876 r.;
- budynek poczty z 1892 r.[26].;
- magazyn zbożowy z początku XX w.;
- dom młynarza z XIX/XX w.;
- dom młynarza z początku XX w;
- rzeźnia na rogu ulic Nowodworskiego i Krzywej (oddana do użytku w 1892 r.)[26];
- dawna gazownia.

## Muzea
- Muzeum Borów Tucholskich w Tucholi
- Muzeum Sygnałów Myśliwskich – kolekcja zabytkowych rogów myśliwskich, zapisy nutowe, odznaki i medale (ul. Nowodworskiego 9-13)[27].

## Polityka i administracja
Burmistrzowie Tucholi od 1990 r.:
- Henryk Krzywański (1990–1991)[26]
- Jerzy Dercz (1991–1994)[26]
- Edmund Leon Kowalski (1994–1998)

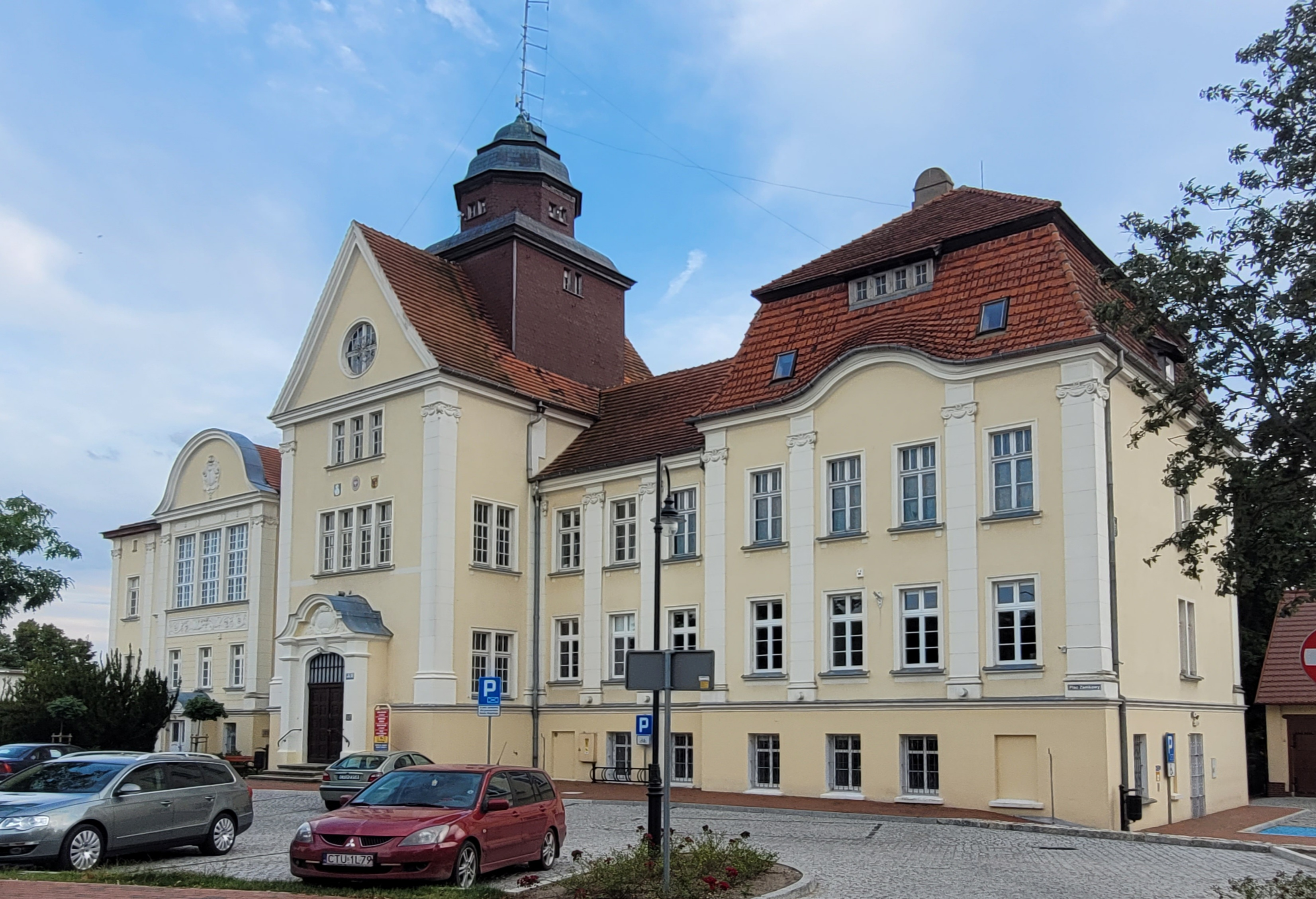
Siedziba Rady Miejskiej w Tucholi

- Bogumił Urbański (1998–2001) (tragicznie zmarły[28])
- Krzysztof Joppek (2001–2002)
- Edmund Leon Kowalski (2002–2006)
- Tadeusz Kowalski (od 2006)

Przewodniczący Rady Miejskiej w Tucholi od 1990 r.:
- Jerzy Dercz (1990–1991)[26]
- Paweł Cieślewicz (1991–1994)[26]
- Zbigniew Grugel (1994–1998)
- Maria Bereda (1998–2002)
- Ryszard Wojciechowski (2002–2006)
- Paweł Cieślewicz (2006–2018)
- Krzysztof Joppek (2018–2024)
- Paweł Cieślewicz (od 2024)[29]

## Podział administracyjny
Tuchola dzieli się na poszczególne dzielnice i osiedla:
- Centrum
  - os. Ligi Ochrony Przyrody
  - os. Warszawska
  - os. Nowa Cegielniana
  - os. Stara Cegielniana
  - os. Kościuszki
  - os. Mickiewicza
  - os. Kopernika
  - os. Leśne
  - os. Nad Kiczą
  - os. Piastowska
  - os. Pocztowa

- Stare Miasto
- Rudzki Most
  - os. Rudzki Most I
  - os. Rudzki Most II
  - os. Piszczek
  - os. Międzylesie

- Koślinka
- Nad Brdą
  - os. Miejski Rów
  - os. Plaskosz

## Sport
Kluby sportowe:
- TPS TUCHOLANIN – piłka siatkowa,
- MLKS Tucholanka – piłka nożna, kręgle klasyczne, lekkoatletyka
- TKP Tucholski Klub Piłkarski – piłka nożna,
- UNITAS Tuchola – piłka siatkowa
- Międzyszkolny Uczniowski Klub Karate „Shotokan” w Tucholi

## Edukacja

### Przedszkola
- Przedszkole nr 1, ul. Bydgoska 13
- Przedszkole nr 2, ul. Piastowska 32

### Szkoły podstawowe

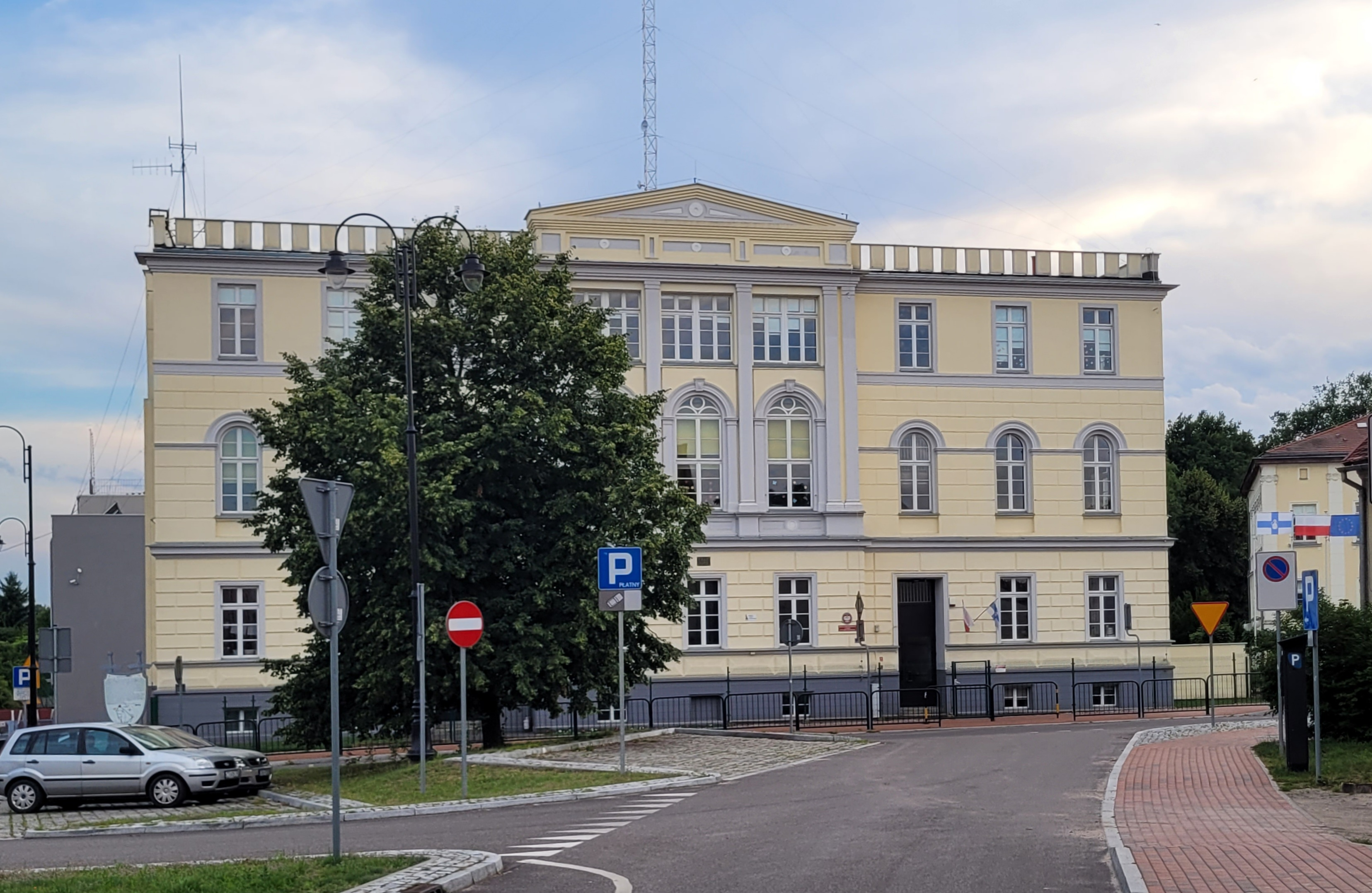
Szkoła Podstawowa nr 1 im. ks. ppłka Józefa Wryczy

- Szkoła Podstawowa nr 1 im. ks. ppłka Józefa Wryczy, ul. Szkolna 4
- Szkoła Podstawowa nr 2 im. dra Kazimierza Karasiewicza, ul. Piastowska 23
- Szkoła Podstawowa nr 3 im. Mikołaja Kopernika, ul. Pocztowa 10
- Szkoła Podstawowa nr 5, ul. Świecka 105

### Szkoły ponadgimnazjalne

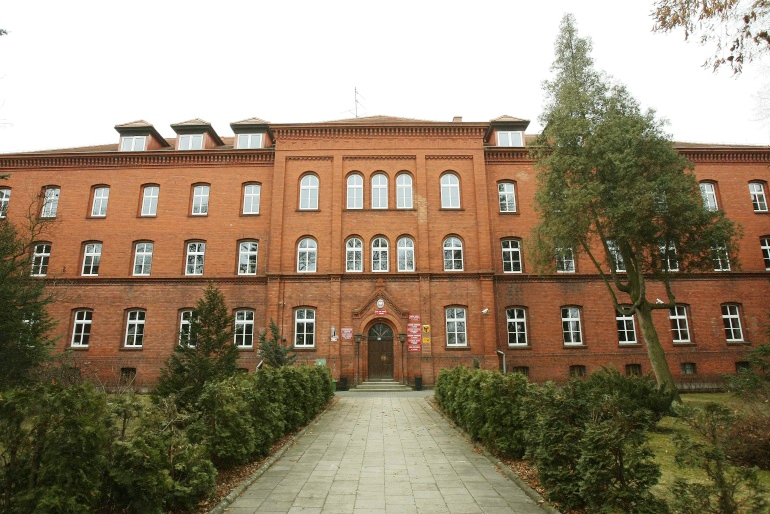
Technikum Leśne im. Adama Loreta

- Technikum Leśne im. Adama Loreta w Tucholi, ul. Nowodworskiego 9-13
- Zespół Szkół Licealnych i Agrotechnicznych im. Leona Janty-Połczyńskiego w Tucholi, ul. Nowodworskiego 9-13
- Zespół Szkół Licealnych i Technicznych im. Ziemi Tucholskiej w Tucholi, ul. Świecka 89a
- Zespół Szkół Ogólnokształcących im. Bartłomieja Nowodworskiego w Tucholi, ul. Pocztowa 8a
- Tucholskie Centrum Edukacji Zawodowej w Tucholi (Centrum Kształcenia Ustawicznego, Centrum Kształcenia Praktycznego), ul. Świecka 89a

### Szkoły wyższe
- Wyższa Szkoła Zarządzania Środowiskiem w Tucholi, ul. Pocztowa 13

### Szkoły specjalne
- Specjalny Ośrodek Szkolno-Wychowawczy (dawniej: Szkoła Specjalna-Podstawowa nr 4), ul. Piastowska 30

## Wspólnoty wyznaniowe

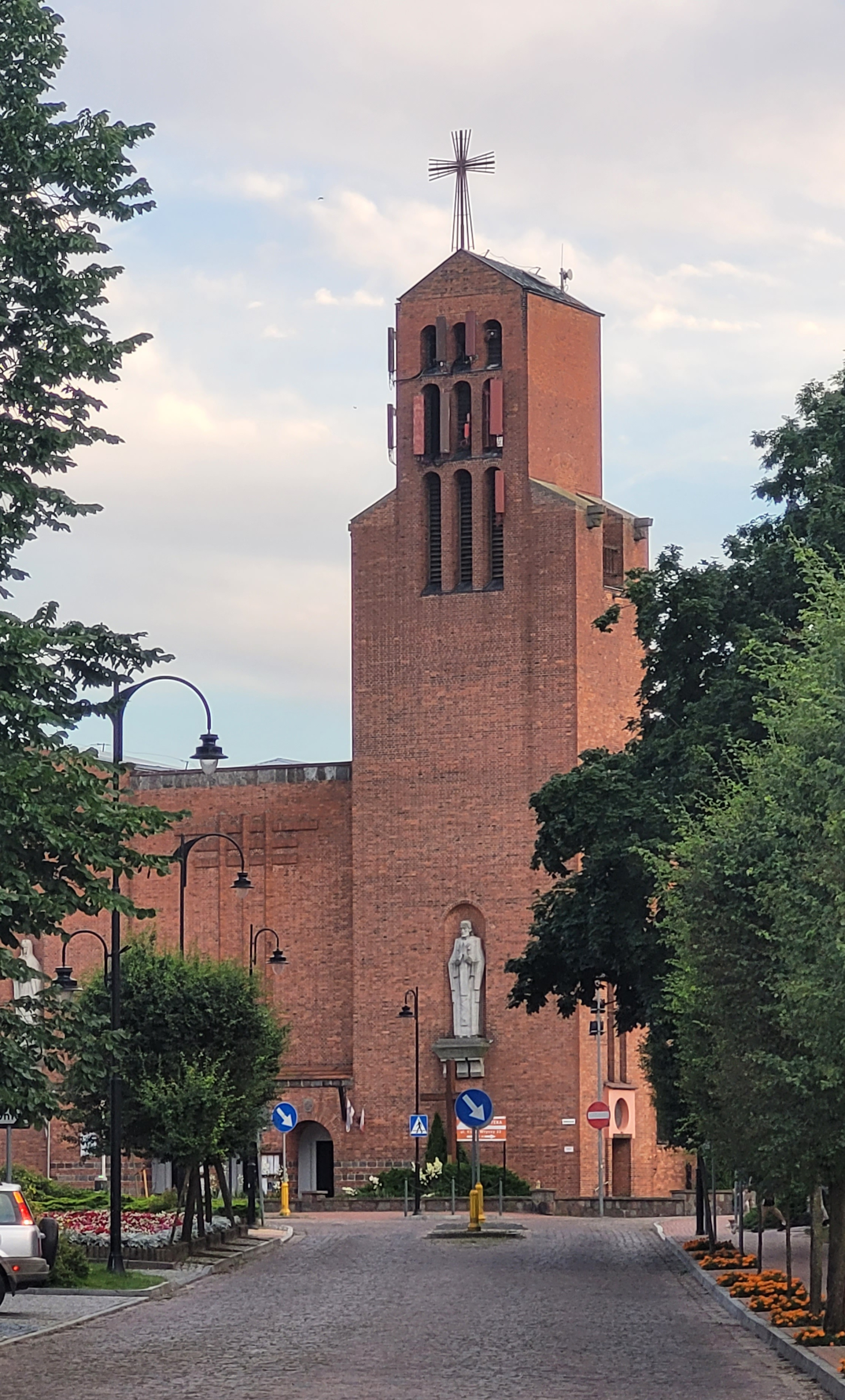
Kościół Bożego Ciała

Na terenie Tucholi działalność religijną prowadzą następujące Kościoły i związki wyznaniowe:
- Kościół rzymskokatolicki:
  - parafia św. Bartłomieja Apostoła
  - parafia Bożego Ciała
  - parafia św. Jakuba Apostoła
  - parafia Opatrzności Bożej
- Kościół Zielonoświątkowy:
  - zbór „Słowo Życia” w Tucholi[30]. Powstał w lipcu 2014 r. i mieści się przy ulicy Bydgoskiej 7. Nabożeństwa odbywają się w niedzielę o godz. 11:00.
- Świadkowie Jehowy:
  - zbór Tuchola (Sala Królestwa ul. Klonowa 21)[31]

## Transport

### Drogowy
Przez Tucholę przebiegają następujące drogi wojewódzkie:
- 237: Czersk – Tuchola – Mąkowarsko
- 240: Chojnice – Kozłowo
- 241: Tuchola – Sępólno Krajeńskie – Nakło nad Notecią – Wągrowiec – Ruda

### Kolejowy

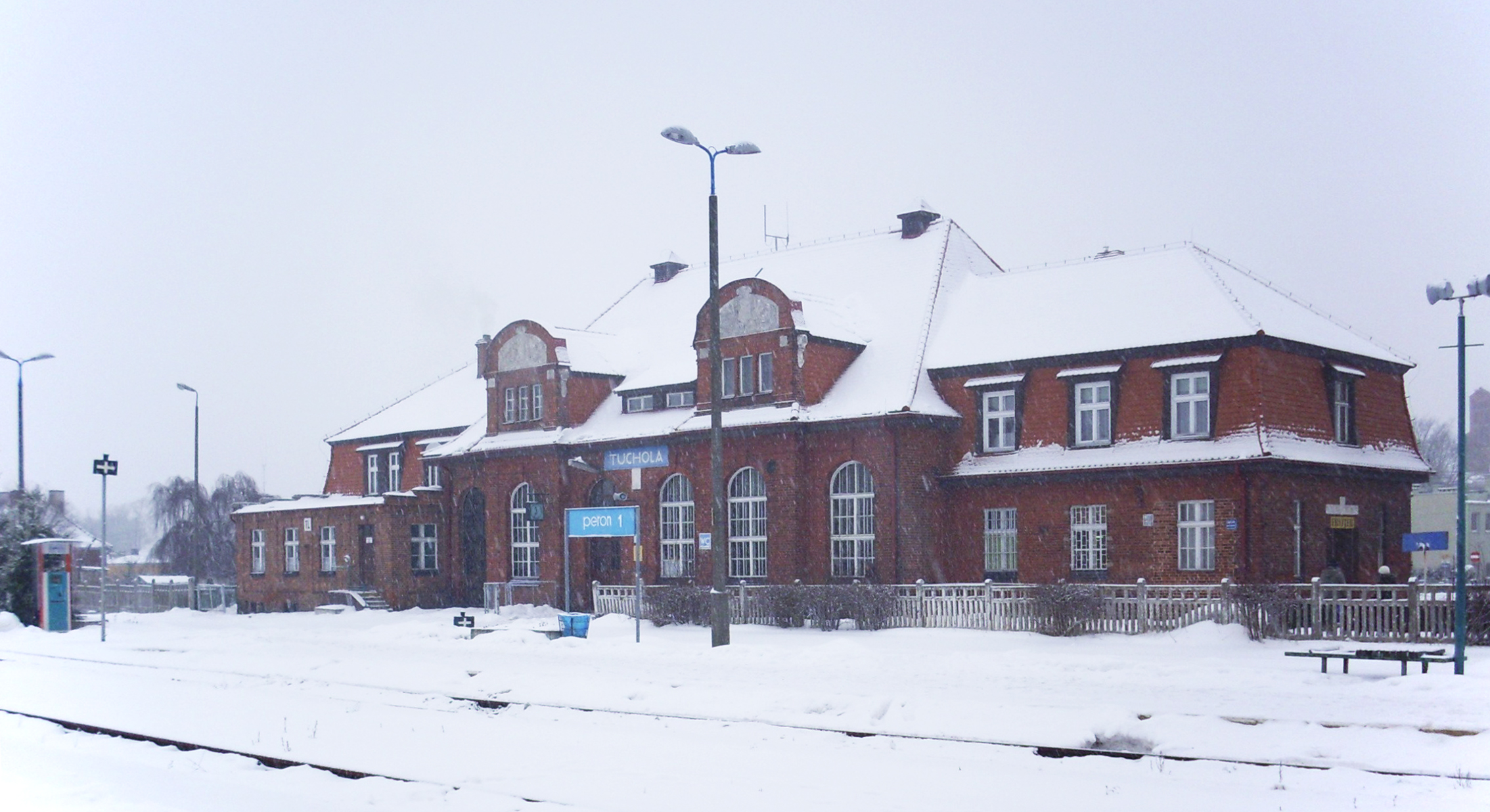
Stacja kolejowa w Tucholi zimową porą

Przez Tucholę przechodzą dwie linie kolejowe: Linia kolejowa nr 208 (Działdowo – Chojnice) oraz nieczynna linia 241 (Tuchola – Koronowo, na której organizowane są przejazdy okazjonalne).
Ze stacji kolejowej w Tucholi odjeżdżają pociągi do kilku miast w Polsce:
- Bydgoszcz przez Wierzchucin
- Chojnice
- Czersk
- Grudziądz przez Laskowice Pomorskie, Wierzchucin

10 grudnia 2023 oddano do użytku kolejny przystanek kolejowy: Tuchola Rudzki Most, znajdujący się na linii 208 2,3 km od głównej stacji w Tucholi. Przystanek został wybudowany w ramach Rządowego programu budowy lub modernizacji przystanków kolejowych na lata 2021–2025.

## Miasta i gminy partnerskie
Miasta i gminy partnerskie:
- Olching
- Lübtheen[34]
- Kudowa-Zdrój[35]

## Ciekawostki
- Dwa miecze – legendarne „nagie miecze”, które Wielki Mistrz Krzyżacki Ulrich von Jungingen podarował pod Grunwaldem Królowi Polskiemu Władysławowi Jagielle pochodziły z Tucholi. Komtur Tucholski Heinrich von Schwelborn zawsze woził przed sobą dwa miecze na znak swego rzekomego męstwa. Zabrakło mu go jednak pod Grunwaldem, gdzie uciekł z pola walki. Zginął haniebnie dogoniony przez pogoń i ścięty przez harcowników w miejscowości Falknowo koło Susza[36].
- „Michałko” i „Potop" – swoje miejsce w historii znalazł też bohater znany jako Michałko, o którym w 1657 r. pisano: „W tym czasie Szwedów w Prusach nikt nie niepokoił z wyjątkiem pewnego Michałka, syna chłopa pruskiego, który u Szwedów najpierw służył jako żołnierz i kapral, a później więziony był w klasztorze w Pelplinie. Zorganizował on po ucieczce duży oddział chłopski, który zaczął zdobywać na Szwedach pokaźne łupy. Ponieważ znał on bardzo dobrze wszystkie drogi i ścieżki leśne, wracał zawsze bezpiecznie do Tucholi, Chojnic lub Człuchowa. Patrolował ze swymi chłopami okolice, wyrządzając wiele szkód i uprowadzając wielu Szwedów. Pojawiał się zazwyczaj nagle tam, gdzie się go najmniej spodziewano, po czym natychmiast uchodził.”

## Odznaczenia
- Order Odrodzenia Polski IV klasy (1987)[37]